# Световен ден на околната среда
Световен ден на околната среда (на английски: World Environment Day; на испански: Día mundial del medio ambiente; на френски: Journée mondiale de l'environnement). Отбелязва се всяка година на 5 юни. Представлява най-значимият и известен глобален ден за положителна промяна на околната среда.

## История
Провъзгласен е на 27-ата сесия на Общото събрание на ООН в Стокхолм, Швеция (Резолюция № A/RES/2994 (XXVII) от 15 декември 1972 г. На този форум е приета декларация за околната среда, представляваща първия международен договор за принципите на екологична защита на Земята.
Датата за честване е избрана на 5 юни – денят на начало на работата на Конференцияята на ООН по проблемите на околната среда през 1972 г.
В своята резолюция Общото събрание призовава държавите и организациите членуващи в ООН ежегодно в този ден да провеждат мероприятия, потвърждаващи стремежа им да опазват и подобряват околната среда.
На 27-ата сесия на Общото събрание на ООН е създадена нова организация в рамките на ООН – Програма на ООН за околната среда (ЮНЕП). Именно под егидата на ЮНЕП ежегодно се отбелязва този ден. Всяка година на този ден се присъжда основната награда на ООН в областта на околната среда и развитието – Глобал-500, на държавни, политически и обществени дейци, допринесли с дейността си за опазването на околната среда.
Символичен домакин през 2014 г. е Барбадос.

## Тематика и девизи на Световния ден на околната среда
Всяка година се определя тематика и девиз, избира се място за провеждане на основните междуународни мероприятия.
- 2014 г. – Малките острови и промяната в климата
- 2013 г. – Мисли. Яж. Спаси
- 2012 г. – Зелената икономика – част от нея ли си?
- 2011 г. – Гори: използване на услугите на природата
- 2010 г. – Множество на видовете. Една планета, едно бъдеще
- 2009 г. – Твоята планета се нуждае от теб
- 2008 г. – Освободете се от пристрастяване! Към икономика с ниски емисии на въглерод!
- 2007 г. – Топене на леда – гореща тема!
- 2006 г. – Пустините и опустиняването: Не на опустиняването на сухите зони!
- 2005 г. – „Зелени градове“: План за планетата!
- 2004 г. – Моретата и океаните ни трябват живи, а не мъртви
- 2003 г. – Вода – два милиарда души отчаяно се нуждаят от това!
- 2002 г. – Дайте шанс на Земята
- 2001 г. – Да влезем в световната мрежа на живота
- 2000 г. – Хилядолетието на околната среда – време е да действаме
- 1999 г. – Земята е нашето бъдеще, да я спасим!
- 1998 г. – За живота на Земята да запазим нашите морета
- 1997 г. – За живот на Земята
- 1996 г. – Нашата Земя е нашият дом
- 1995 г. – Ние, народите: обединяване в името на глобалната околна среда
- 1994 г. – Една Земя – едно семейство
- 1993 г. – Бедността и околната среда – прекъсване на порочния кръг
- 1992 г. – Земята е една за всички – да се погрижим заедно за нея
- 1991 г. – Изменение на климата. Необходимост от глобално партньорство
- 1990 г. – Деца и околна среда
- 1989 г. – Глобално затопляне, глобално предупреждение
- 1988 г. – Когато хората поставят околната среда на първо място, развитието няма да спре
- 1987 г. – Околната среда и кръвта: повече от покрив
- 1986 г. – Дърво на мира
- 1985 г. – Младежта: население и околна среда
- 1984 г. – Опустиняването
- 1983 г. – Организация на събирането, отделянето и съхраняването на опасни отпадъци: киселинни дъждове и енергия
- 1982 г. – Десет години след Стокхолм (обзор на проблемите свързани с опазване на околната среда)
- 1981 г. – Грунтовите води; токсични химически вещества в хранителната верига на човека
- 1980 г. – Предизвикателството на новото десетилетие е развитие без разрушения
- 1979 г. – Бъдещето на нашите деца е само едно – развитие без разрушения
- 1978 г. – Развитие без разрушения
- 1977 г. – Съхраняване на озоновия слой; загубата на земя и унищожаване на почвата
- 1976 г. – Водата е ключов ресурс на живота
- 1975 г. – Населени пунктове
- 1974 г. – Земята е само една

## Италия
В Италия по случай Деня на околната среда (от 2010 г.) компанията OIKOS провежда серия от акции, свързани с подобряване на околната среда.

## Русия
В Русия заедно с Деня на околната среда (от 2008 г.) се отбелязва и Денят на еколога.